# Mortegliano
Mortegliano (friülà Mortean) és un municipi italià, dins de la província d'Udine. L'any 2007 tenia 5.195 habitants. Limita amb els municipis de Bicinicco, Castions di Strada, Lestizza, Pavia di Udine, Pozzuolo del Friuli i Talmassons.

## Administració
| Període | Identitat    | Partit        |
| ------- | ------------ | ------------- |
| 2004-   | Eddi Gomboso | Llista cívica |